# 邢晏
邢晏（478年—528年3月19日），字幼平，河间郡鄚县（今河北省任丘市）人，北魏官员。

## 生平
邢晏风度优雅，博览经史书籍，擅于谈论佛教和道教教义，爱好写赋作诗，以太学博士为起家官，转任司徒东阁祭酒。魏宣武帝元恪初年，邢晏与广平王元怀嬉游宴饮，被降为鄚县县令，没有赴任，后被授任给事中，升任司空主簿、国子博士、瀛州中正，又以本官兼任汝南王文学，升任司徒从事中郎，兼任尚书左主客郎中，兼任司徒右长史，不久改任司空长史，又兼任尚书吏部郎中，再度担任瀛州大中正。北魏遭遇战争后，邢晏升兼任给事黄门侍郎、北道大使、兼七兵尚书东北道行台，后任持节、督兖州诸军事、辅国将军、南兖州刺史，被征召回朝担任太中大夫、兼任丞相高阳王元雍右长史。邢晏很快外任使持节、都督沧州诸军事、辅国将军、沧州刺史，在任清廉简朴，官吏百姓得以安居。武泰元年二月十三日（528年3月19日），邢晏在济阴郡离狐县去世，虚岁五十一，朝廷赠予左将军、济州刺史，又追加赠予使持节、尚书左仆射、都督瀛州诸军事、征北将军、瀛州刺史，谥号文贞，兴和三年十一月十七日（541年12月20日）葬于武垣县永贵乡慈让里。
邢晏信守仁义礼让的原则，做南兖州刺史时，照例可以推举自己的一个儿子做官，他却请求让已去世弟弟的儿子邢子慎做官，邢子慎当时虚岁十二，而邢晏的儿子当时已经成年。邢晏任沧州刺史时，又请求让去世哥哥的儿子邢昕为州府主簿，而他自己的儿子还未做官，当时的人因此都称赞他。

## 其他
京兆王元愉时常召集文人宋世景、李神俊、祖莹、邢晏、王遵业、张始均等人一起饮宴欢乐。
邢晏在国子博士任内曾经参与讨论灵太后使用的车子制度。
邢晏与外甥李绘清谈玄理，赞叹李绘志向高远，每每称赞说：“好像拨开云雾，如对着珠玉一般的人才，外甥家族的寄托，实在这人身上。”

## 家族

### 祖父母
- 邢颖，字敬宗，北魏使持节、散骑常侍、冠军将军、定州刺史、城平子，谥号康侯[1]
- 渤海李氏，后燕太子洗马李昇之女[1]

### 父母
- 邢修年，字延期，北魏南河镇大将、河间郡太守[1]
- 赵国李氏，北魏镇南将军、定州刺史、平棘献侯李祥之女[1]

### 兄弟姐妹
- 邢峦，北魏使持节、代理镇南将军、都督南討诸军事、平舒文定伯
- 邢儒，北魏瀛州镇远府长史、给事中
- 邢伟，北魏尚书郎中
- 邢季彥
- 邢僧兰，嫁北魏尚书左丞李仲胤[9]
- 邢氏，嫁北魏中垒将军、征东府司马李遵[7][8]
- 邢氏，嫁北魏平东将军、幽州刺史李宣茂[10]

### 妻妾

#### 夫人
- 赵国李氏，北魏鲁郡太守李安期之女[1]
- 清河崔氏，北魏清河郡太守崔宗伯之女[1]

#### 妾室
- 刘氏，邢子长生母[1]
- 王氏，邢子广生母[1]

### 子女
- 邢览，字子远，瀛州主簿，正光五年二月十八日去世，虚岁十八[1]
- 邢象，字子义，过继四伯奉朝请邢季彥，郡功曹、州召主簿、孝昌三年六月廿六日去世，虚岁十九[1]
- 邢测，字子深，太尉府行参军、太师府主簿、平北将军、太中大夫，邢晏安葬时虚岁廿九，夫人陇西李氏，镇东将军、沧州刺史李孚之女[1]
- 邢亢，字子高，司空行参军、广平王记室参军、左将军、仪同开府从事中郎，邢晏安葬时虚岁廿五，未婚[1]
- 邢子长，大司马府集曹行参军、邢晏安葬时虚岁十八，未婚[1]
- 邢子广，邢晏安葬时虚岁十六，未婚[1]
- 邢援英，建义元年五月十日去世，虚岁十九，未嫁[1]
- 邢援娥，嫁尚书南主客郎中、辅国将军、殷州刺史赵国李离字子仁，尚书左丞、镇远将军、光州刺史李仲胤之子[1]
- 邢同娥，魏孝武帝元修淑仪嫔，后改嫁开府参军事陇西李世君，卫大将军、黄门郎、司徒左长史李玙之子[1]
- 邢援止，嫁镇远将军、员外郎河南元子囧，使持节、侍中、都督二梁巴州诸军事、骠骑大将军、开府仪同三司、梁州刺史、万年乡男元孚之子[1]
- 邢容娥，兴和二年三月十九日去世，虚岁十六[1]

### 内外孙
- 邢苏诃，邢测之子，邢晏安葬时虚岁二岁[1]
- 李普贤，邢同娥之女，邢晏安葬时虚岁三岁[1]
- 李菩提，邢同娥之女，邢晏安葬时虚岁二岁[1]
- 元普明，邢援止之子，邢晏安葬时虚岁八岁[1]